# Ḩomeylā
Ḩomeylā är en ort i Iran.   Den ligger i provinsen Khuzestan, i den centrala delen av landet, 500 km sydväst om huvudstaden Teheran. Ḩomeylā ligger 35 meter över havet och antalet invånare är 550.
Terrängen runt Ḩomeylā är mycket platt. Runt Ḩomeylā är det ganska tätbefolkat, med 144 invånare per kvadratkilometer. Närmaste större samhälle är Khowzīneh-ye Bāqer, 19,3 km norr om Ḩomeylā. Trakten runt Ḩomeylā består till största delen av jordbruksmark.